# Інвестиційна група «АРТ Капітал»
Інвестиційна група «АРТ Капітал» заснована в 2000 році. Це найбільша роздрібна інвестиційна група на фондовому ринку України.[джерело?] За даними рейтингу «Української біржі», «АРТ Капітал» входить до трійки лідерів за обсягом торгів на біржі і кількості клієнтських договорів серед брокерських компаній. Завдяки активному розвитку роздрібного напряму в 2011 році компанія була нагороджена спеціальним дипломом «Української біржі» за підвищення фінансової грамотності населення та просування фондового ринку в регіонах. За підсумками «Фінансового рейтингу — 2011» газети Бізнес «АРТ Капітал» нагороджена дипломом за перше місце в номінації і визнана «Самою професійною фондовою компанією» України.

## Структура інвестиційної групи
- Приватне акціонерне товариство «Інвестиційна фінансова компанія „АРТ Капітал“»
- ТОВ «Компанія з управління активами „АРТ Капітал Менеджмент“»
- ТОВ «АРТ Капітал Партнерс»
- ТОВ «АРТ Капітал Кастоді»

## Основні напрямки діяльності
Торгові операції з цінними паперами
- Торговельні операції
- Брокерські послуги на ринку цінних паперів
- Інтернет-трейдинг

Управління активами
- Інвестиційні фонди
- Послуги з індивідуального довірчого управління

Інвестиційний банкінг
- Злиття та поглинання
- Фінансування
- Фінансове консультування
- Private banking

Послуги зберігача цінних паперів
- Відкриття рахунку в цінних паперах
- Зберігання цінних паперів
- Розрахунково-клірингові операції

Перша школа трейдингу
- Семінари та курси для трейдерів-початківців
- Поглиблені курси для оптимізації торгівлі досвідчених трейдерів
- Навчання різним стилям торгівлі

## Ліцензії
ПрАТ «ІФК „АРТ Капітал“»
- Ліцензія НКЦПФР від 19.08.2016 р. (рішення НКЦПФР № 874 від 19.08.2016[1]) на здійснення професійної діяльності на фондовому ринку — діяльності з торгівлі цінними паперами: брокерської діяльності
- Ліцензія НКЦПФР від 19.08.2016 р. (рішення НКЦПФР № 874 від 19.08.2016) на здійснення професійної діяльності на фондовому ринку — діяльності з торгівлі цінними паперами: дилерської діяльності

ТОВ КУА АРТ Капітал Менеджмент
- Ліцензія НКЦПФР від 07.07.2015 р. (рішення НКЦПФР № 960 від 07.07.2015) на здійснення професійної діяльності на фондовому ринку — діяльності з управління активами інституційних інвесторів (діяльність з управління активами)

ТОВ «АРТ Капітал Кастоді»
- Ліцензія НКЦПФР від 17.10.2012 р. (серія АЕ № 185065) на здійснення професійної діяльності на фондовому ринку — діяльності з торгівлі цінними паперами: брокерської діяльності
- Ліцензія НКЦПФР від 17.10.2012 р. (серія АЕ № 185065) на здійснення професійної діяльності на фондовому ринку — діяльності з торгівлі цінними паперами: дилерської діяльності
- Ліцензія НКЦПФР від 01.10.2013 р. (серія АЕ № 263455) на здійснення професійної діяльності на фондовому ринку — депозитарної діяльності: депозитарної діяльності зберігача цінних паперів